# Саут Крик (Вашингтон)
Саут Крик (енгл. South Creek) насељено је место без административног статуса у америчкој савезној држави Вашингтон.

## Демографија
По попису из 2010. године број становника је 2.507.
| Група             | 2000.    | 2010.         |
| Белци             | 0 (0,0%) | 2.182 (87,0%) |
| Афроамериканци    | 0 (0,0%) | 36 (1,4%)     |
| Азијати           | 0 (0,0%) | 18 (0,7%)     |
| Хиспаноамериканци | 0 (0,0%) | 142 (5,7%)    |
| Укупно            | 0        | 2.507         |